# Hariton Dușescu
Hariton Dușescu (n. 27 septembrie 1919, Românești, România – d. secolul al XX-lea) a fost un pilot român de vânătoare, as al aviației, care a luptat în cel de-al Doilea Război Mondial.
Era fiul funcționarului Gheorghe Dușescu și al soției sale, Alexandrina. A absolvit Școala de Ofițeri de Aviație în 1941.
A luptat pe frontul de est în numeroase misiuni și a fost înaintat succesiv până la gradul de căpitan. 
Sublocotenentul av. Hariton Dușescu a fost decorat cu Ordinul Virtutea Aeronautică cu spade, clasa Crucea de Aur cu prima baretă (16 februarie 1944) „pentru curajul și vitejia dovedită în cele 72 misiuni de vânătoare, doborând în lupte aeriene un avion inamic, și a distrus la sol un alt avion” și clasa Cavaler (6 octombrie 1944). A fost decorat ulterior cu Ordinul Mihai Viteazul.
A fost avansat (în 1944 sau anterior) la gradul de locotenent aviator.
A fost arestat la 7 aprilie 1949 și condamnat în 1950 de Tribunalul București la 12 ani de temniță grea pentru infracțiunea de uneltire (prevăzută de art. 209 al Codului Penal), ca membru al unei organizații interzise. Pedeapsa i-a fost redusă ulterior la 10 ani de închisoare. A fost eliberat înainte de termen în 1957 și a avut domiciliu forțat pentru tot restul vieții.

## Decorații
- Ordinul „Virtutea Aeronautică” cu spade, clasa Crucea de Aur cu prima baretă (16 februarie 1944)[2]
- Ordinul „Virtutea Aeronautică” cu spade, clasa Cavaler (6 octombrie 1944)[3]